# Mosaico de las Nueve Musas
El Mosaico de las Nueve Musas es un mosaico hispanorromano que data del siglo III a. C. , hallado en la localidad de Moncada en la Comunidad Valenciana, en el yacimiento arqueológico de una villa romana. El mosaico fue descubierto por el arqueólogo valenciano Juan José Senent Ibáñez en 1920 y en la actualidad se encuentra en los almacenes arqueológicos del Museo de Bellas Artes de Valencia.
El mosaico representa las nueve Musas, hijas de Mnemósine y Zeus, protectoras de las artes, las ciencias y las letras.  

## Historia
El territorio de la actual municipio de Moncada fue profundamente romanizado como consecuencia de la expansión del Imperio romano. Conocemos la existencia de dos villas romanas en la zona, la conocida como de Les Paretetes dels Moros y  la villa romana del Pouaig, lugar del descubrimiento del mosaico de las Nueve Musas.
Las fuentes bibliográficas son escasas o no hacen referencia a este emplazamiento durante época romana.  
El mosaico fue hallado en el transcurso de una excursión llevada a cabo el 19 de agosto de 1920 por Juan José Senent Ibáñez. El descubrimiento tuvo lugar accidentalmente durante la partida del “Pouatxo” (Pouaig), en el extremo septentrional del término municipal de Moncada.
El desconocimiento de la topografía del lugar por parte de la expedición fue el causante del hallazgo de vestigios que les condujo de manera fortuita a descubrir los restos de una estación arqueológica, villa romana. La extracción y traslado del mosaico al Museo de Bellas Artes de Valencia fue ejecutada por Carlos Francés entre los meses de mayo y junio de 1921. La reconstitución del mismo se realizó un tiempo después por parte de Francés, e instalado en el salón central del Museo.  
En la actualidad se encuentra conservado en los almacenes de las colecciones arqueológicas del Museo de Bellas Artes de Valencia.

## Descripción
La obra posee unas dimensiones de 698,5 x 611 centímetros. La parte superior del conjunto figurado no tiene relación aparente con el resto, y se especula que fue incorporada para la ampliación de la obra.  
«El conjunto se completa con una superficie en escuadra decorada por elementos geométricos, enmarcándolo una banda compuesta por dientes de sierra y postas. Los elementos no figurativos carecen de peculiaridades estilísticas. La parte figurada está formada por nueve recuadros con representaciones de las Nueve Musas. El conjunto está delimitado a su vez por una orla de postas y la separación de los cuadros se efectúa un sosegado de tres colores: blanco, gris y rojo, sobre fondo negro. A este le sigue un tema de dentellones.»
Debió de pertenecer al “cubiculum” o dormitorio de planta rectangular de una villa romana de época imperial de la primera mitad del siglo III.
«La creación de una zona con pavimentación musivaria diferente a la del resto de la estancia, delimita el emplazamiento del lecho del dormitorio en viviendas más opulentas. Por ello, el pavimento permite distinguir la función de la estancia.»

### Tema
El mosaico está dedicado a las nueve Musas, hijas de Mnemósine y Zeus, un tema utilizado de manera recurrente en la musivaria de época romana. En el territorio de Hispania, se conserva un total de catorce ejemplares de mosaicos con este tema, un número considerable con respecto a otras provincias del Imperio.
Cada una de las musas está representada con su nombre y su atributo característico en función de sus aptitudes.
Las nueve musas:
Identificamos de izquierda a derecha: 
- Melpómene, musa de la tragedia, representada portando una máscara trágica y ricamente vestida.
- Talía, musa de la comedia, aparece llevando un pedum asociado a la poesía pastoril, de la que también era inspiradora, y una máscara.
- Euterpe, musa de la música, se muestra con un distintivo aulós o doble flauta.
- Terpsícore, dirigía la danza, y se la representa con una lira, de la cual solo nos ha llegado la parte superior.
- Clío, presidía la historia, y está representada con un libro en la mano, en el cual está escrito su nombre, del permanece las letras C y la O.
- Calíope, impulsaba la poesía épica, aparece con una corona de laurel y un rollo de pergamino en la mano. Debido a los daños en el mosaico no se aprecia ningún atributo.
- Erato, inspiraba la poesía lírica y erótica. Aparece con una lira, instrumento asociado con el dios Apolo.
- Polimnia, es la musa del canto y la retórica, está representada con un cetro como símbolo del poder que ejerce la elocuencia.
- Urania, musa de la astronomía, aparece junto a un globo terráqueo.

### Producción
El mosaico se realizó mediante la técnica del opus tessellatum, compuesto por teselas regulares de mármol y pasta vítrea, con forma rectangular y ligera variación en el tamaño, similar en su totalidad. 
La obra conserva los restos de policromía originales, pese al pésimo estado de conservación en el que se encontraba. 

### Restauración
La obra fue restaurada por el Centro Técnico de Restauración de la Generalitat Valenciana a principios de siglo. Los restauradores realizaron una intervención de limpieza y restauración para recuperar esta obra. 
El mosaico poseía ya una serie de daños considerables en el momento de su descubrimiento. Se advirtió que las cabezas de Melpómene, Terpsícore y Clio habían desaparecido, así como un extenso deterioro en los cuadros que comprendían tanto el conjunto de Calíope como el de Polymnia.
Asimismo, tras su hallazgo, el mosaico sufrió numerosos daños debido al trato y las condiciones en las que se encontraba con anterioridad a su traslado al Museo de Bellas Artes. Entre ellos, el rostro de Talía, el busto de Euterpe, casi la totalidad lo que conservamos de la figura de Calíope y el busto de Urania. 